# Бядуля Змітрок
Бядуля Змітрок (справжнє прізвище Плавник Самуїл Юхимович, біл. Самуіл Яфімавіч Плаўнік; 23 квітня 1886 — 3 листопада 1941) — білоруський письменник і перекладач.

## Творчість
З творчістю Тараса Шевченка познайомився ще до Першої світової війни. В статті «Відгомін кобзарських струн» (1939), говорячи про те, як впливала на нього творчість Тараса Шевченка, Бядуля зазначив: «Я працюю над історичною повістю про часи панщини „Соловей“. Перечитую чимало літератури. Однак головний заряд для цієї роботи дає мені Шевченків „Кобзар“. Я читаю його й перечитую».
Бядуля переклав білоруською мовою понад 10 творів Шевченка (серед них «Холодний Яр», «Заповіт», «Русалка», «Відьма», Лілея" та інші).